# Кирастас, Иоаннис
Иоаннис Кирастас  (греч. Ιωάννης Κυράστας; 25 октября 1952, Пирей — 1 апреля 2004, Афины) — греческий футболист и тренер.

## Карьера игрока

### В клубах
Основную часть своей карьеры игрока Иоаннис провёл в «Олимпиакосе» из родного Пирея. За девять сезонов, проведённых на левом краю обороны «красно-белых», он пять раз становился чемпионом страны, трижды выигрывал Кубок Греции. Перед сезоном 1981/82 Кирастас перешёл в стан принципиального соперника — «Панатинаикос», с которым за шесть сезонов ещё дважды побеждал в чемпионате и трижды — в Кубке, играя на позиции либеро, а также доходил до полуфинала Кубка чемпионов 1984/85.

### В сборной
15 ноября 1974 года Кирастас дебютировал в составе сборной Греции, заменив Константиноса Иосифидиса после перерыва домашнего товарищеского матча против Кипра. За 11 лет в сборной Иоаннис принял участие лишь в одном крупном турнире — Евро 1980, где греки заняли последнее место в своей группе, а сам он провёл два матча, в которых они уступили Нидерландам и Чехословакии. Последняя игра Кирастаса за сборную закончилась разгромным поражением в Афинах от Польши (1:4) в рамках провального отбора к чемпионату мира 1986 года.

## Карьера тренера
После завершения карьеры игрока Иоаннис не мог долго оставаться вне игры, поэтому сразу же занялся тренерской работой, начав с афинских региональных лиг. Он тренировал множество разных команд, среди которых «Этникос» из Пирея, «Панилиакос», «Паниониос» и другие.
В сезоне 1999/2000 Кирастас вернулся в «Панатинаикос» и завоевал с «зелёными» второе место в чемпионате, став при этом тренером года в Греции, после чего подал в отставку. Проведя оставшуюся часть года на посту главного тренера «Ираклиса», снова вернулся в «Панатинаикос», который тренировал до декабря 2001 года. Несмотря на удачное выступление своих подопечных в Лиге чемпионов, Кирастас подал в отставку после домашнего поражения в чемпионате от ПАОКа (1:2).

## Личная жизнь
Был женат, имел трёх дочерей: Роулу, Эвелину и Веру. Покинул футбол ради семьи и рыбалки.
5 марта 2004 года Кирастас был доставлен в критическом состоянии в больницу. Он страдал от редкой болезни Фурнье (болезнетворной некротической гангрены и полиорганной недостаточности), которая была уже на продвинутой стадии. 11 марта врачи приступили к хирургической обработке раны, в надежде, что она не сможет остановить развитие сепсиса. После операции Иоаннис стал проявлять первые признаки улучшения, казалось, что он постепенно приходит в себя и мог дышать без помощи спецтехники. Утром 29 марта его состояние внезапно ухудшилось, а 1 апреля он скончался в отделении интенсивной терапии.

## Достижения

### Командные
Как игрока национальной сборной Греции:
- Чемпионат Европы:
  - Участник: 1980

Как игрока пирейского «Олимпиакоса»:
- Чемпионат Греции:
  - Чемпион: 1972/73, 1973/74, 1974/75, 1979/80, 1980/81
  - Второе место: 1971/72, 1976/77, 1978/79
  - Третье место: 1975/76
- Кубок Греции:
  - Победитель: 1972/73, 1974/75, 1980/81
  - Финалист: 1973/74, 1975/76

Как игрока «Панатинаикоса»:
- Чемпионат Греции:
  - Чемпион: 1983/84, 1985/86
  - Второе место: 1981/82, 1984/85
- Кубок Греции:
  - Победитель: 1981/82, 1983/84, 1985/86

Как тренера «Панатинаикоса»:
- Чемпионат Греции:
  - Второе место: 1999/2000